# Borneomma roberti
Borneomma roberti là một loài nhện trong họ Tetrablemmidae.
Loài này thuộc chi Borneomma. Borneomma roberti được Deeleman-Reinhold miêu tả năm 1980.